# Hemiclepsis guangdongensis
Hemiclepsis guangdongensis (П'явка гуандунська) — вид п'явок роду Hemiclepsis родини Пласкі п'явки.

## Опис
Загальна довжина сягає 25 мм, завширшки від 6 до 9 мм. Тіло сплощене, еліптичної форми, спереду набагато ширша. Передня присоска звужена (діаметр становить 1—1,5 мм), задня — доволі широка (діаметр 2—3 мм), округла. В іншому схожа на представників свого роду.
Забарвлення блідо-коричневе.

## Спосіб життя
Тримається ставків, озер зі стоячою водою. Є ектопаразитом, що живиться кров'ю, переважно плазунів. Найчастіше помічена на шарнірних черепахах.

## Розповсюдження
Виявлена в провінції Гуандун (КНР). Звідси походить її назва. Поширена також в інших провінціях на півдні Китаю.